# Ro (Alta Cerdanya)
Ro (['ro], en francès, oficialment, Ro o Rô és un vilatge, antic municipi independent, de l'actual comuna nord-catalana de Sallagosa, pertanyent a la comarca de l'Alta Cerdanya.

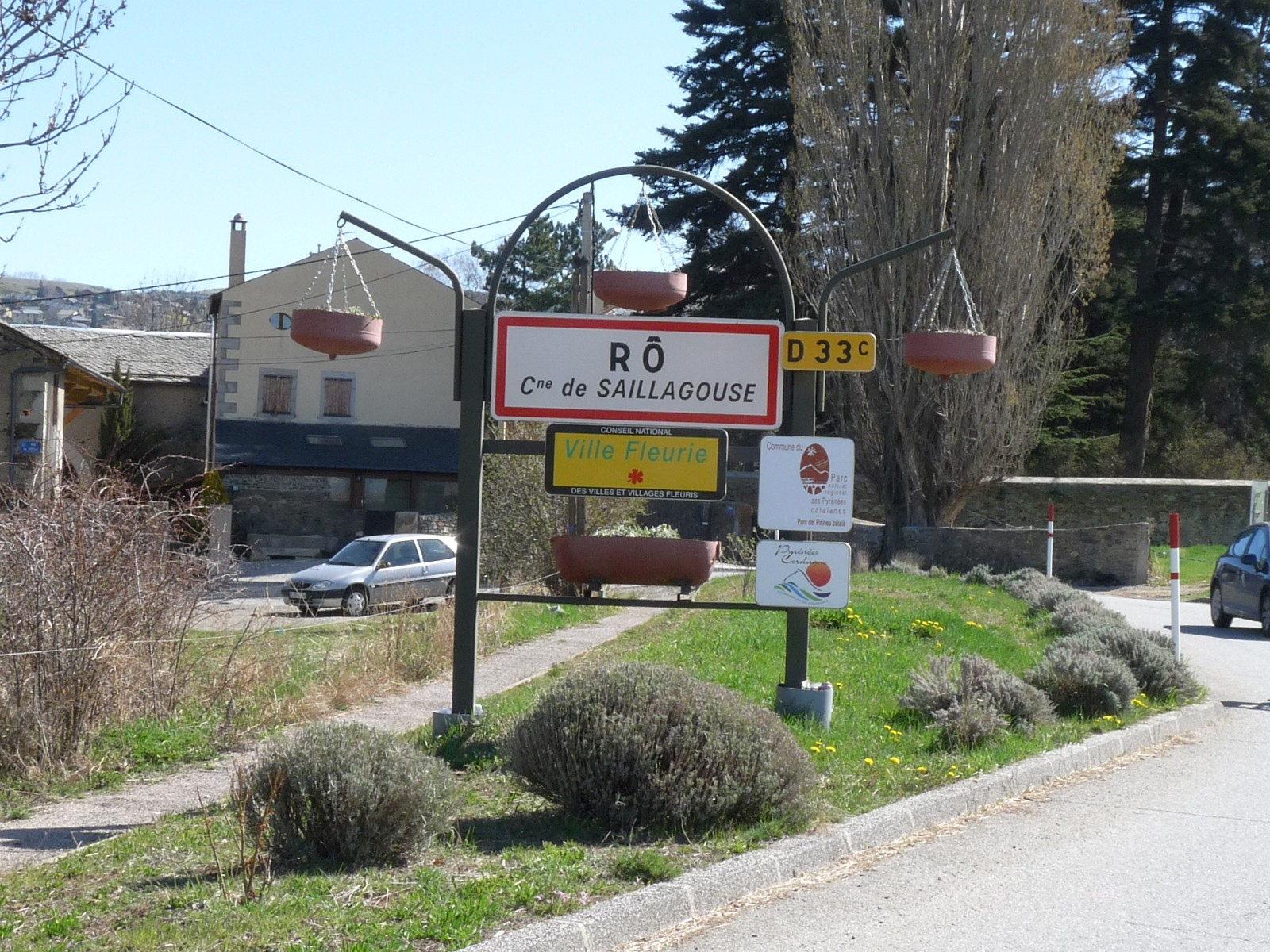
Rètol d'entrada a la carretera de Llívia (2014)

És situat a 1.276 m d'altitud, a la carretera que uneix Llívia i Sallagosa, el bell mig del terç nord-occidental del terme de Sallagosa. El Segre passa just a tocar de l'extrem nord del petit nucli urbà d'apenes tres carrers i una vintena de cases i edificacions agrícoles.

## Història
El 1183, Alfons I el Cast donà permís a Galceran I d'Urtx perquè bastís dues fortificacions a les seves possessions de Ro i Naüja. El lloc va estar habitat tant a l'edat mitjana com a la moderna, però no s'hi ressenyen fets de rellevància que el fessin entrar als llibres d'història. Constituït en municipi el 1790, Ro va ser annexat (al mateix temps que Vedrinyans) a la comuna de Sallagosa el 13 de març del 1822.
Higinio de Rivera Sempere, el tinent coronel de l'exèrcit espanyol que el 1884 - 1891 governava la plaça de Puigcerdà, tingué unes grans quadres de cavalls a Ro, i fou un dels ramaders més importants de la Cerdanya. Una de les seves egües, Fadrineta, guanyà el derby de Deauville (1890) i els grans premis de Barcelona i Madrid del 1891.

### Toponímia
El nom del poble ha anat evolucionant al llarg dels segles. Es documenta una forma villa Arron (en el segle x i el 1063). Posteriorment es troben Arronis (1086), Arron (segle xii), villa Arrono i Arro (al segle xiii), i finalment Ro al segle xvii. El Diccionari Català-Valencià-Balear creu que podria procedir d'un nom personal preromà Adarrõne.

## Demografia
L'evolució de la població es mostra en focs (famílies) i habitants, de manera diferenciada segons la forma de recompte que es fes en cada època històrica. A partir de l'annexió a Sallagosa (1822), les xifres de població de Ro ja no es registraren per separat.
| Evolució demogràfica de Ro (Alta Cerdanya) entre 1365 i 1820 | Evolució demogràfica de Ro (Alta Cerdanya) entre 1365 i 1820 | Evolució demogràfica de Ro (Alta Cerdanya) entre 1365 i 1820 | Evolució demogràfica de Ro (Alta Cerdanya) entre 1365 i 1820 | Evolució demogràfica de Ro (Alta Cerdanya) entre 1365 i 1820 | Evolució demogràfica de Ro (Alta Cerdanya) entre 1365 i 1820 | Evolució demogràfica de Ro (Alta Cerdanya) entre 1365 i 1820 | Evolució demogràfica de Ro (Alta Cerdanya) entre 1365 i 1820 | Evolució demogràfica de Ro (Alta Cerdanya) entre 1365 i 1820 | Evolució demogràfica de Ro (Alta Cerdanya) entre 1365 i 1820 | Evolució demogràfica de Ro (Alta Cerdanya) entre 1365 i 1820 | Evolució demogràfica de Ro (Alta Cerdanya) entre 1365 i 1820 |
| 1365                                                         | 1378                                                         | 1515                                                         | 1553                                                         | 1720                                                         | 1767                                                         | 1774                                                         | 1788                                                         | 1793                                                         | 1800                                                         | 1806                                                         | 1820                                                         |
| ------------------------------------------------------------ | ------------------------------------------------------------ | ------------------------------------------------------------ | ------------------------------------------------------------ | ------------------------------------------------------------ | ------------------------------------------------------------ | ------------------------------------------------------------ | ------------------------------------------------------------ | ------------------------------------------------------------ | ------------------------------------------------------------ | ------------------------------------------------------------ | ------------------------------------------------------------ |
| 11 f                                                         | 10 f                                                         | 6 f                                                          | 9 f                                                          | 15 f                                                         | 68 h                                                         | 12 f                                                         | 61 h                                                         | 64 h                                                         | 69 h                                                         | 81 h                                                         | 90 h                                                         |

## Llocs i monuments
- Església de Sant Antoni Abat.